# 謝利瓦尼夫卡
47°46′57″N 29°53′5″E / 47.78250°N 29.88472°E
塞利瓦尼夫卡（烏克蘭語：Селиванівка）是位於烏克蘭西南部的村莊，由敖德萨州波季利斯克区的阿南伊夫市鎮負責管轄。該村始建於1753年，面積2.93平方公里，海拔高度87米，2001年人口222，人口密度每平方公里75.77人。